# Вектор (молекулярная биология)
Вектор (в генетике и молекулярной биологии) — молекула нуклеиновой кислоты, чаще всего ДНК, используемая в генетической инженерии для передачи генетического материала внутрь клетки, в том числе в клетку живого многоклеточного организма in vivo.
Существующие векторы:
- плазмиды
- фазмиды
- векторы на основе вируса SV40
- векторы на основе аденовирусов
- векторы на основе герпесвирусов
- векторы на основе ретровирусов
- векторы на основе аденоассоциированного вируса

## Пример клонирования ДНК

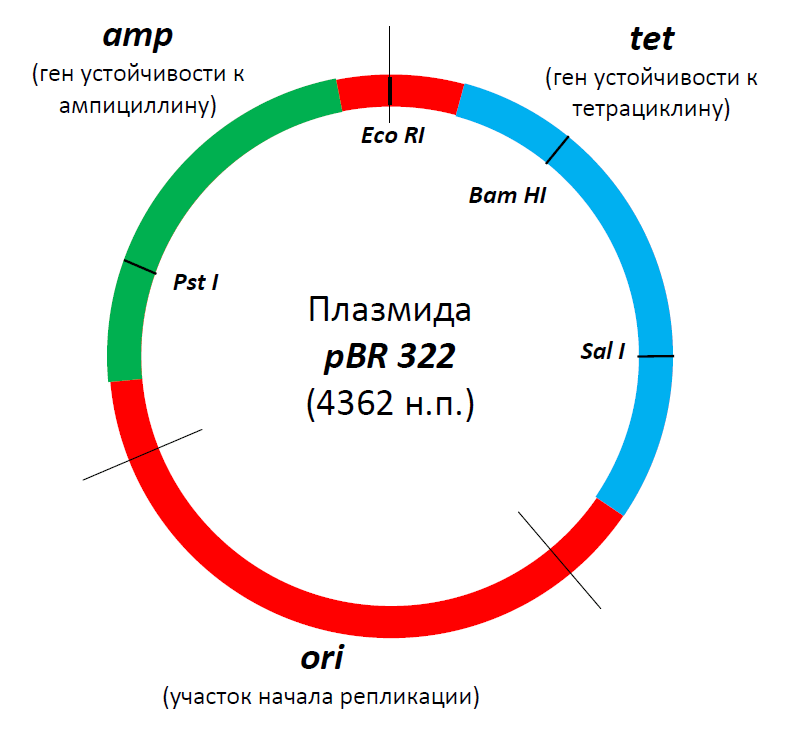
Рис. 1. Карта плазмиды pBR 322

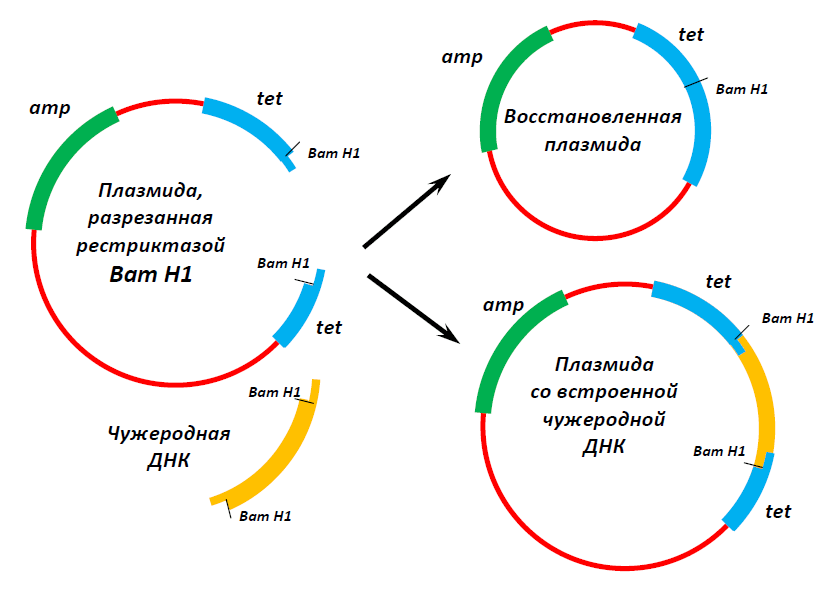
Рис. 2. Взаимодействие плазмиды с чужеродной ДНК

В качестве примера рассмотрим процесс клонирования участка чужеродной ДНК бактерией E. coli при помощи плазмиды pBR322.
pBR322 — искусственная плазмида, созданная Франциско Боливаром и Раймондом Родригесом с целью клонирования генетического материала. Она представляет собой циклический фрагмент ДНК длиной 4361 нуклеотидных пары (рис. 1). Плазмида содержит ген устойчивости к тетрациклину tet, взятый из естественной плазмиды pSC 101; ген устойчивости к ампициллину amp, взятый из транспозона Tn3; и участок начала репликации ori, заимствованный из плазмиды pMB 1. Тетрациклин и ампициллин — сильные антибиотики. Наличие в плазмиде генов устойчивости к ним (активных или блокированных) играет существенную роль в выделении бактерий со встроенным участком чужеродной ДНК. Плазмида содержит также сайты рестрикции PstI, BamHI и SalI, причём первый находится в гене amp, а два остальных — в гене tet. Это важное обстоятельство помогает модифицировать плазмиду.
Предположим, что в плазмиду необходимо встроить фрагмент, который ранее был вырезан из другой ДНК рестриктазой Bam HI (то есть он имеет на концах последовательность нуклеотидов, характерную для сайта рестрикции Bam HI). Для этого плазмиды обрабатываются рестриктазой BamHI, (которая разрежет кольцевую молекулу в сайте рестрикции и образует линейный участок ДНК) и добавляются участки чужеродной ДНК. Поскольку на концах всех фрагментов ДНК находятся комплементарные последовательности нуклеотидов, они начнут «склеиваться», причём возможны два варианта склейки (рис. 2) :
- Соединятся концы линейной плазмиды pBR322, образовав исходную (восстановленную) кольцевую плазмиду.
- Между концами линейной плазмиды pBR322 вклинится участок чужеродной ДНК, образовав кольцевую плазмиду со встроенным фрагментом.

Поскольку плазмиды со встроенным фрагментом являются целью процесса, необходимо выделить такие плазмиды и клонировать их. Процесс идёт следующим образом:
1. Плазмиды внедряются в клетки E. coli. Для этого клетки обрабатываются ионами Ca2+, что делает их мембраны проницаемыми для ДНК.
2. Полученные бактерии высевают на среду, содержащую ампициллин. В этой среде нормально растут колонии бактерий, содержащие плазмиды, остальные колонии угнетаются. По этому признаку можно отличить бактерии, содержащие плазмиды;
3. Колонии, содержащие плазмиды, перепечатываются на среду, содержащую тетрациклин. Поскольку чужеродная ДНК вклинивается внутрь гена tet, дезактивируя его, колонии бактерий с модифицированными плазмидами угнетаются тетрациклином. Таким образом они визуально отличимы от колоний бактерий с восстановленными плазмидами.
4. В результате этих действий выделяются колонии E. coli, в плазмиды которых встроен участок чужеродной ДНК. Они высеваются в обычную среду для дальнейшего клонирования.

Процедуру клонирования можно также вести с помощью рестриктаз SalI и PstI. В первом случае процесс будет аналогичен, в последнем бактерии с модифицированными плазмидами будут, наоборот, чувствительны к ампициллину и нечувствительны к тетрациклину.